# リンゼ (特攻艇)
リンゼ特攻艇（Sprengboot Linse）は、ナチス・ドイツ時代のドイツ海軍が第二次世界大戦末期に開発した特攻艇である。船尾側に爆薬が格納されており、敵艦へと接近させた後、操縦手は海へと飛び込んで脱出し、以後は指揮艇からの無線操縦によって体当たりを試みる。ブランデンブルク向けに開発された機材が原型で、後に改良を加えたものがドイツ海軍小型戦闘部隊（K戦隊）で運用された。1944年10月、385隻が製造された。敗戦までの総製造数は1,201隻と推測されている。速度が15ノット（巡航速度）の場合、航続距離は100海里程度だった。

## 開発

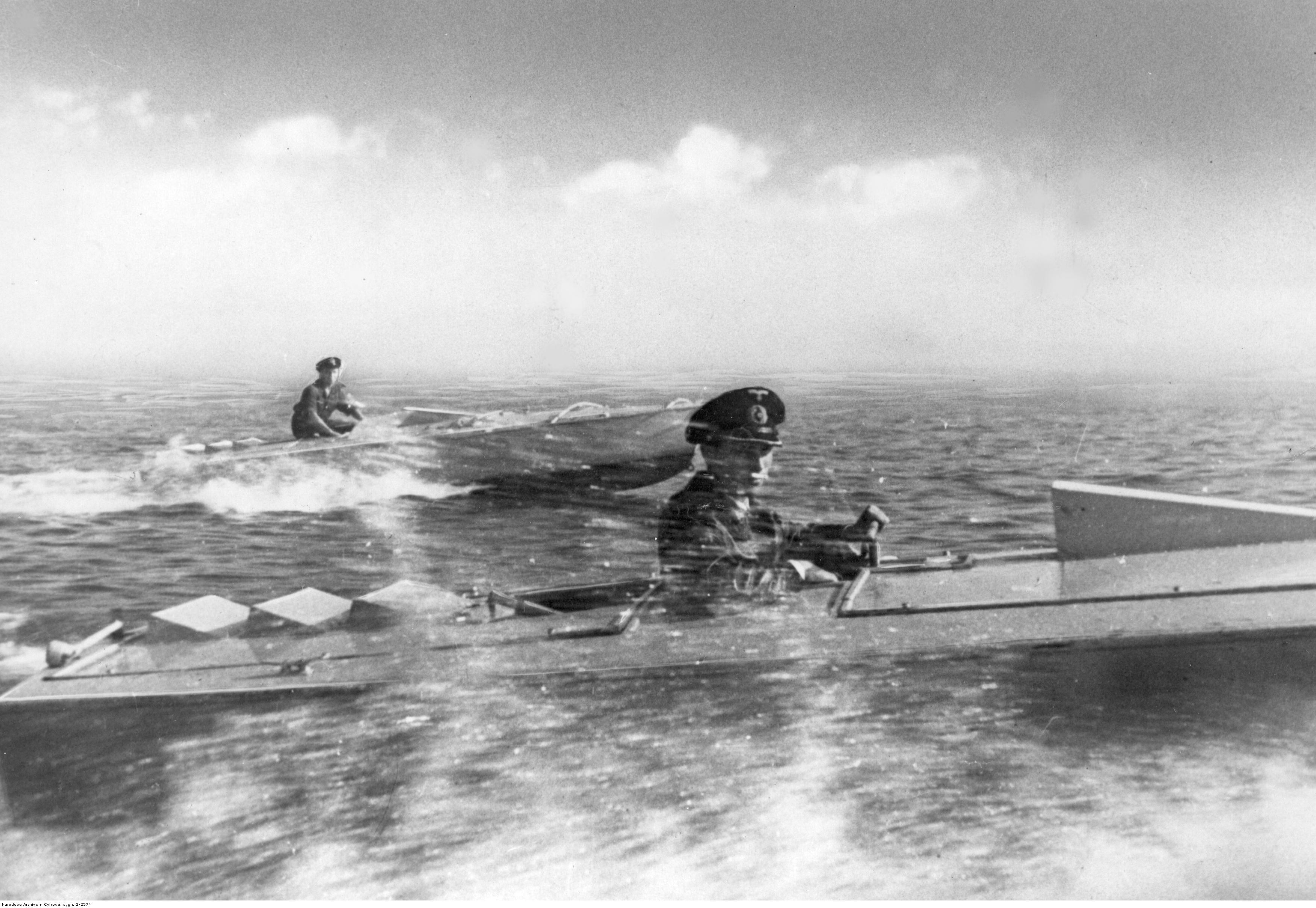
訓練中のリンゼ艇（1944年12月）

原型はブランデンブルク部隊向けに開発されていた工作用小型艇である。元々は河川にて破壊工作を担当するダイバーの移動手段として1942年初頭に開発されたが、やがてイタリアのデチマ・マスに倣った爆薬搭載特攻艇というアイデアが生まれた。ブランデンブルク部隊はこの特攻艇をアンツィオの戦いにも投入する予定だったが、乗員の経験不足や稼働する艇の不足のため中止されている。その後、海軍はこれらの特攻艇部隊を引き継ぎ、イタリア製MTM艇運用時の戦訓に基づく独自の改良設計を試みた。
海軍が再設計したリンゼ特攻艇は、耐航性を考慮して船体を大型化し、より大きな燃料タンクと95馬力のフォード製エンジンが搭載された。これにより最高速度は35ノットとなり、活動範囲も拡大された。しかし、依然として耐航性は十分とは言い難かったし、燃料も作戦海域までの自力航行を行えるほどの量ではなかったので、展開時には掃海艇等で曳航する必要があった。

## 運用方法

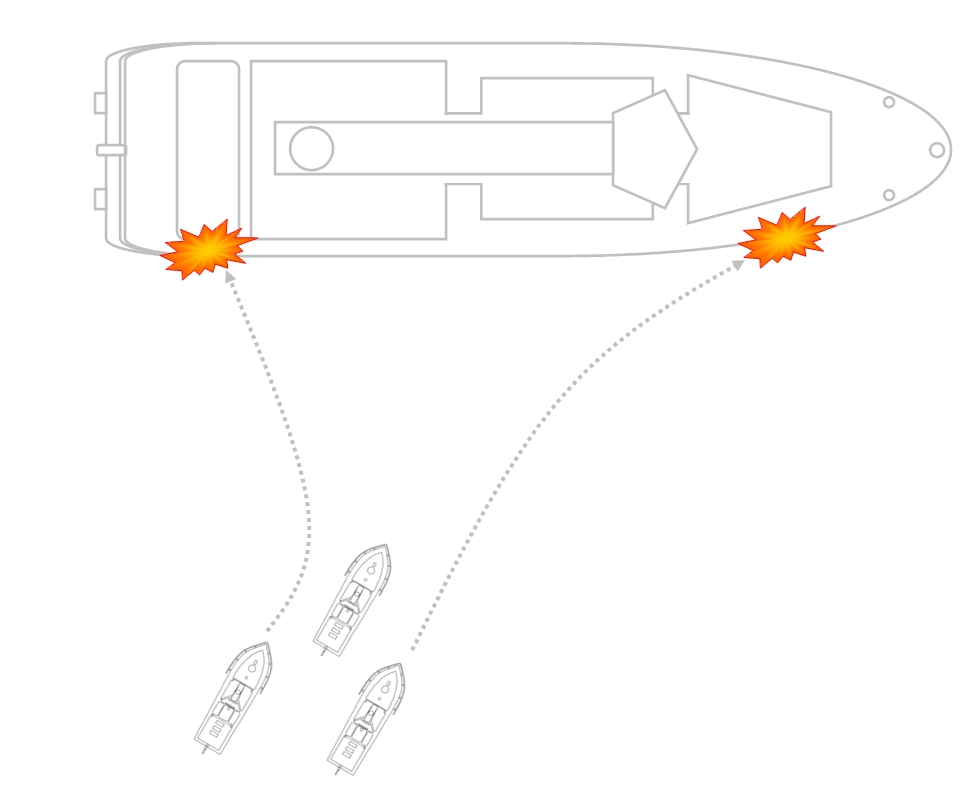
リンゼ分隊による攻撃の様子を示す図

攻撃は3隻1個分隊が矢じり型の陣形を組んだ状態で行われる。攻撃を担当する左右の艇（爆破艇）には操縦手1名ずつが、分隊を指揮する中央の艇（指揮艇）には分隊長と無線操縦手2名の合計3名が乗り込む。先頭の指揮艇が安全距離で停止した後、その両脇を通り過ぎた2隻の爆破艇が攻撃を行う。爆破艇にはボルクヴァルトIV用の無線操縦装置がそのまま取り付けられており、十分敵艦に接近すると操縦手らは海へ飛び込んで脱出し、以後は指揮艇の無線操縦手らがそれぞれの艇の操縦に責任を負う。指揮艇からの視認性を高めるため、爆破艇の船尾側には緑色、船首側には赤色のランプが取り付けられていた。船首には幅15cm程度の金属製フレームがあり、ここに激突の衝撃（80kg程度）が伝わることで遅延式信管が作動する。爆発はMTM艇と同様の2段式で、衝突と同時に少量の爆薬が起爆してリンゼは沈み始める。3～7秒後、船体が水面下に沈み込んだ状態で、船尾側に格納されている爆薬（当初は300kgだったが、後に480kgに増えた）が爆発し、敵艦底部を破壊する。これによって最大限の損害を与えられるものと想定されていた。そして指揮艇は脱出した操縦手2名を回収し、次の出撃に備えるのである。

## 実戦への投入と戦果

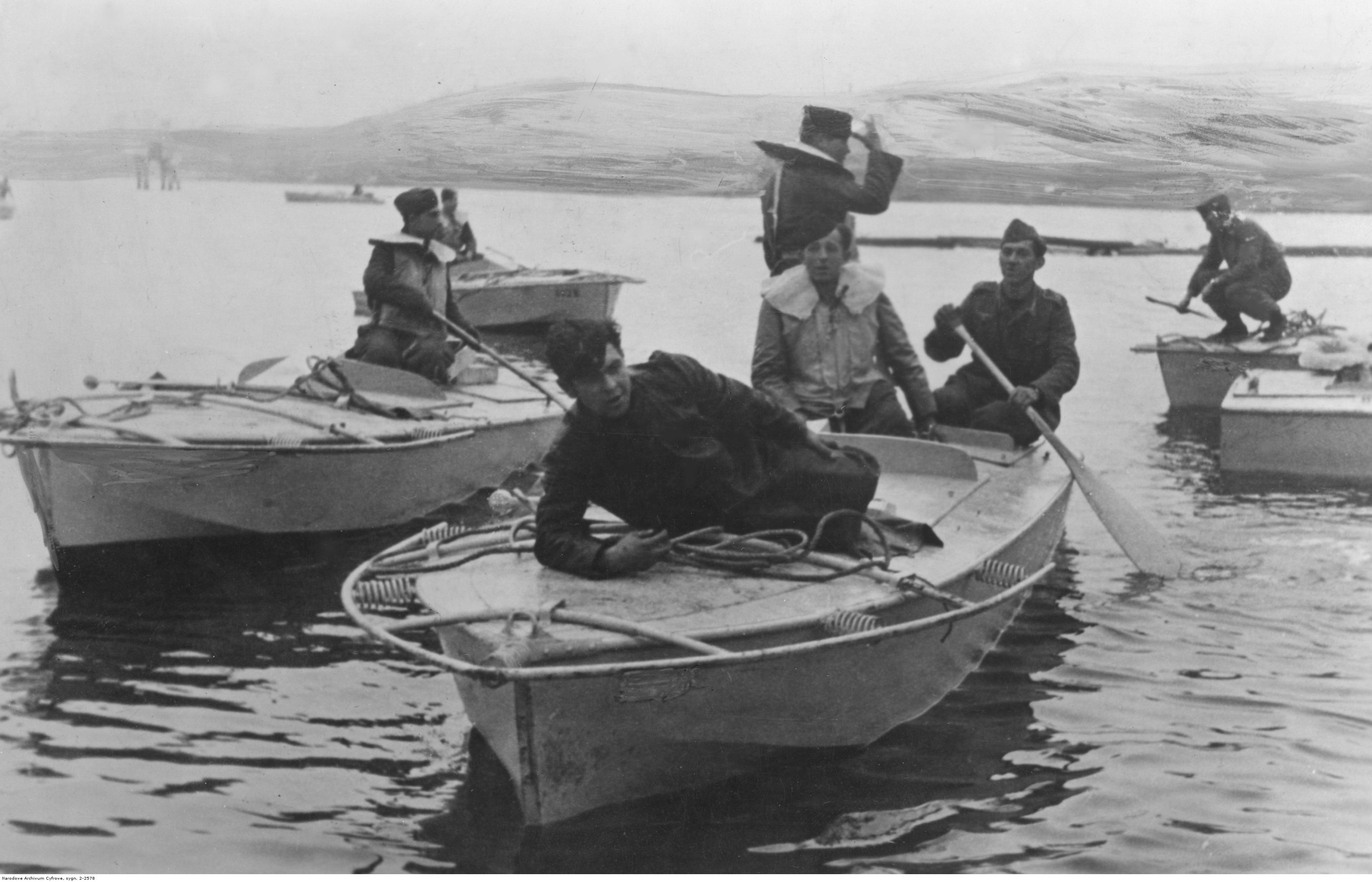
訓練を終え基地に戻るリンゼ艇（1944年12月）

リンゼによる体当たり攻撃の成功率は極めて低かった。連合国軍の艦艇を損傷せしめた例こそあるものの、その中で沈没に至ったものは1隻もない。
最初の実戦投入は1944年6月25日だったが、牽引中の事故により中止された。無線装置と起爆装置はどちらも信頼性が低く、6月29日には作戦前に点検を受けていたリンゼが爆発し、ドイツの掃海艇1隻が沈没する事故も起きている。
リンゼは主に、1944年中頃から1945年春にかけて激化した、スヘルデ河口におけるK戦隊の防御的戦闘（スヘルデの戦い）にて投入された。また、地中海、バラトン湖、ペイプシ湖などでも投入された。1944年9月のブルーノ作戦においては、ドイツ海軍のフロッグマン部隊がリンゼを用いてアントワープ港の閘門の破壊に成功した。アントワープ港は連合国軍の重要な兵站拠点の1つであり、目覚ましい成果であったと言える。

## 特殊な装備
近接防御のために、煙幕射出器2門、機関銃1丁、携行式対戦車擲弾発射器などが搭載されることもあった。